# Dolné Trhovište
Dolné Trhovište (bis 1948 slowakisch „Dolné Vašardice“; deutsch Unterwascharditz, ungarisch Alsóvásárd) ist eine Gemeinde in der Slowakei. Sie liegt in den südwestlichen Teilen des Hügellandes Nitrianska pahorkatina in der Niederung des Trhovišter Baches.

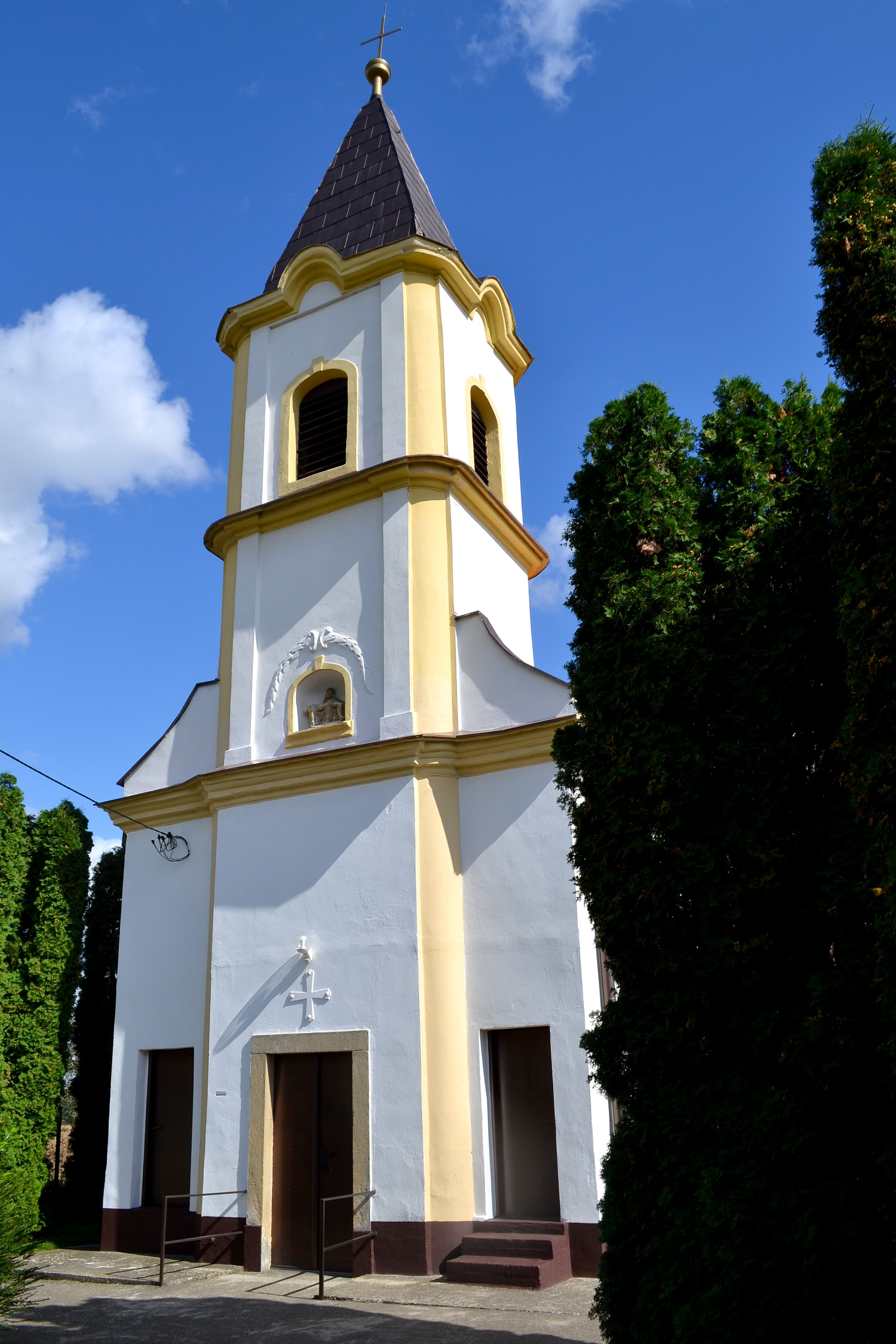
Kirche

Der Ort wird 1156 zum ersten Mal schriftlich als Vasar/Vascard erwähnt und gehörte unter verschiedensten Adelsgeschlechtern seit 1214 zur Herrschaft der Burg Neutra; die Bevölkerung war über die Jahrhunderte hauptsächlich in der Landwirtschaft beschäftigt.
Zur Gemeinde gehört der westlich gelegene und 1902 eingemeindete Ort Jelenová (deutsch Gelenau).
Sehenswert ist die katholische Kirche des Heiligen Georg aus dem ersten Drittel des 13. Jahrhunderts im ursprünglich romanischen Stil; dieser wurde im 17. und 18. Jahrhundert verändert. Im Ortsteil Jelenová befindet sich eine Kurie aus der 1. Hälfte des 19. Jahrhunderts, die im 20. Jahrhundert erneuert wurde.

## Bevölkerung
| Jahr:                | 1994. | 2004.   | 2014.   | 2024.    |
| -------------------- | ----- | ------- | ------- | -------- |
| Anzahl der Personen: | 642   | 637     | 651     | 571      |
| Unterschied:         |       | -0,77 % | +2,19 % | -12,28 % |

| Jahr:                | 2023. | 2024.   |
| -------------------- | ----- | ------- |
| Anzahl der Personen: | 584   | 571     |
| Unterschied:         |       | -2,22 % |